# Jonytsch

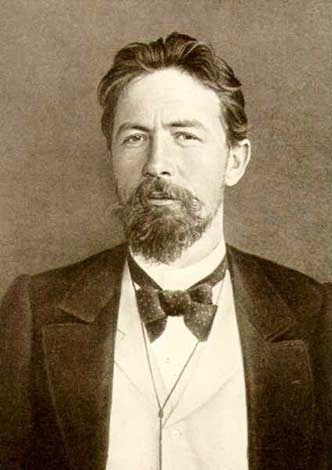
Anton Tschechow

Jonytsch (russisch Ионыч), auch Das Kätzchen,  ist eine Erzählung des russischen Schriftstellers Anton Tschechow, die – vermutlich im Frühjahr 1898 in Nizza niedergeschrieben – im Septemberheft 1898 der Monatlichen Literaturbeilage der Zeitschrift Niwa erschien. Die Übertragung ins Deutsche von Klara Brauner brachte 1904 der Wiener Verlag heraus.

## Inhalt
In Djalish, nur ein paar Werst von der Gouvernementsstadt S. entfernt, hat sich der junge Arzt Dmitri Jonytsch Starzew niedergelassen. Für Hausbesuche hat er nicht einmal einen eigenen Einspänner. Gegen die Langeweile wird dem Fremdling ein Besuch des Hauses Turkin empfohlen. Das Haus steht in S. gleich neben dem Gouverneurspalast. Iwan Petrowitsch Turkin witzelt gern und gibt in Gesellschaft Komisches zum Besten. Es wird herzlich gelacht. Turkins Frau Wera Jossifowna liest mit Hingabe selbstverfasste Romane vor. Diese sind allesamt für die Schublade geschrieben. Das wirkliche Leben kommt in den Texten nicht vor. Jekaterina Iwanowna, die „Kätzchen“ genannte Tochter des Hauses, veranstaltet mit ihren Vorträgen auf dem Klavier ein „Donnergetöse“.
Obwohl Jonytsch als Arzt stark beschäftigt ist, sucht er das Haus Turkin doch immer einmal auf. Denn er hat sich in das Kätzchen verliebt und möchte ihm einen Antrag machen. Das junge Mädchen ist, ähnlich wie ihr Vater, zu Scherzen aufgelegt. Als Jonytsch das Kätzchen um ein Rendezvous bittet, schickt sie ihn des Nachts auf einen abgelegenen Friedhof außerhalb der Stadt. Jonytsch, der inzwischen einen Kutscher beschäftigt, lässt sich hinfahren und wartet zwischen den Gräbern stundenlang vergeblich. Als der Arzt nach seiner Rückkehr das Kätzchen heftig küsst und ihm seinen Antrag macht, lehnt es dankend ab. Denn das Mädchen geht nach Moskau aufs Konservatorium, weil es Pianistin werden möchte.
Vier Jahre vergehen. Jonytsch hat immer mehr Arbeit als Arzt, wird immer begüterter und nebenher auch immer ein ganz klein wenig behäbiger. Als er von Wera Jossifowna zu den Turkins eingeladen wird, ist das Kätzchen aus Moskau heimgekehrt. Tschechow schreibt: „Sie war mager und blaß geworden, aber schöner und schlanker; sie war jedoch schon Jekaterina Iwanowna und nicht mehr das Kätzchen, sie besaß nicht mehr die frühere Frische und den Ausdruck kindlicher Naivität. In ihrem Blick und ihren Manieren lag etwas Neues – etwas Unentschlossenes, Schuldbewußtes,...“  Jekaterina möchte Jonytsch gerne zum Manne, doch dieser ist nun inzwischen froh, dass er vor vier Jahren vom Kätzchen einen Korb bekommen hat. Jekaterina gesteht ihm, sie sei „eine ebensolche Pianistin, wie Mama eine Schriftstellerin ist.“
Jonytsch sucht die Turkins nie mehr auf. Wiederum vergehen ein paar Jahre. Jonytsch betreibt inzwischen in der Stadt S. „eine riesige Praxis“. Der Umgangston mit der Patientenschar ist rau geworden. Ein Gespräch lässt dieser erfolgsverwöhnte Arzt nicht mehr zu. Es dürfen nur seine Fragen beantwortet werden. „...die Habgier hat ihn gepackt.“ Die Liebe zu Kätzchen war im Leben seine letzte Freude gewesen.
Jekaterina übt immer noch täglich stundenlang auf dem Klavier. Sie ist gealtert, kränkelt und fährt jeden Herbst mit der Mutter auf die Krim. Der alte Turkin bringt die Damen dann auf den Bahnhof, weint zum Abschied und bleibt daheim.

## Verfilmung
- Am 29. Mai 1967 hatte in der damaligen Sowjetunion der Film In der Stadt S.[6] von  Iossif Cheifiz seine Premiere. Andrei Popow[7] spielte den Jonytsch und Nonna Terentjewa[8] das Kätzchen.

## Deutschsprachige Ausgaben

### Erstausgabe
- Das Kätzchen. Erzählung. Übersetzung von Klara Brauner. Umschlag von Leo Kober. 101 Seiten. Wiener Verlag, Wien 1904

### Verwendete Ausgabe
- Jonytsch. Deutsch von Gerhard Dick. S. 376–397 in Wolf Düwel (Hrsg.): Anton Tschechow: Die Dame mit dem Hündchen. Meistererzählungen. (enthält noch: Die Gattin. Anna am Halse. Weißstirnchen. Der Mord. Ariadna. Das Haus mit dem Zwischenstock. Mein Leben. Die Bauern. Der Petschenege. In der Heimat. Auf dem Wagen. Bei Bekannten. Der Mensch im Futteral. Die Stachelbeeren. Von der Liebe. Ein Fall aus der Praxis. Herzchen. Das Neue Landhaus. Auf der Dienstreise. Zur Weihnachtszeit. In der Schlucht. Der Bischof. Die Braut). 612 Seiten. Rütten & Loening, Berlin 1967 (1. Aufl.)